# Henri Rinck

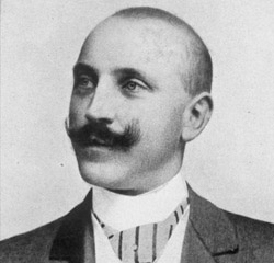
Henri Rinck

Henri Rinck (* 10. Januar 1870 in Lyon; † 17. Februar 1952 in Badalona) war ein französischer Schachkomponist und Endspieltheoretiker.

## Leben
Henri Rinck wurde am 10. Januar 1870 in Lyon in einer Familie eines Brauers (Brasserie Rinck) geboren. Er studierte an der Technischen Hochschule München Technische Chemie und arbeitete nach seiner Graduierung als Ingenieur in München an der Faculté des Sciences in Lyon als Assistent.
1897 entdeckte er einen Raffinationsprozess für grüne Pflanzenöle, der erstmals in Marseille angewandt und anschließend von verschiedenen Olivenölraffinerien in Spanien übernommen wurde. 1900 gründete Rinck seine Fabrik im spanischen Badalona und lebte dort mit seiner Familie. Vor Ende des Spanischen Bürgerkrieges verließ er zunächst Spanien, etablierte sich erneut in Lyon, kehrte jedoch später nach Spanien zurück.
Seine erste Endspielstudie im Schach erschien 1902 in der Deutschen Schachzeitung. 1909 erschien seine Sammlung 150 fins de partie, eine weitere Ausgabe folgte 1913, eine dritte schließlich 1919 (300 fins de partie). 1927 folgte 700 fins de partie. 1947 erschien sein Werk Las sorpresas de la teoría (Die Überraschungen der Theorie) und, zusammen mit Louis Malpas, Dame contre tour et cavalier (Dame gegen Turm und Springer). Rinck war einer der profiliertesten Schachkomponisten und veröffentlichte mehr als 1650 Endspielstudien, von denen 58 erste Preise gewannen.
Rinck starb in Badalona am 17. Februar 1952. Sechs Tage vor seinem Tod bekam er den Erstdruck seiner 1414 fins de partie. Auf seine Bitte hin wurde er mit diesem Buch unter dem Arm begraben.

## Komposition
Rinck komponierte etwa 1670 Studien. Sein Lebenswerk, 1414 Fins de partie, enthält den größten Teil seiner Studien. Sie zeichnen sich durch weitgehende Korrektheit aus. Die Genauigkeit der Analysen wurde durch gemeinsame Prüfung in Schachklubs erreicht. Erwies sich eine Studie als inkorrekt, so verbrachte Rinck oft Wochen mit deren Verbesserung. Erst wenn er eine korrekte Stellung gefunden hatte oder davon überzeugt war, dass das Stück nicht zu reparieren war, wurde diese Arbeit eingestellt. Rinck versah viele seiner Studien mit tiefgehenden Analysen, um deren Korrektheit nachzuweisen.
Rinck übertrug erfolgreich Themen aus der Komposition von Schachaufgaben auf Studien. So komponierte er Studien mit Linienkombinationen und Lenkungen, wie das indische Thema, den Grimshaw und den Plachutta. Allerdings kommen viele seiner Materialstudien über ein gewisses mechanisches Spiel nicht hinaus. Oft fehlt diesen ein belebendes Gegenspiel von Schwarz.
Rinck bewunderte Johann Berger und empfand eine Abneigung gegen Alexei Troizki, den er bei vielen Gelegenheiten verbal angriff. Andere Komponisten bewunderte er nicht.
André Chéron hielt Rinck für den besten Endspielkomponisten der Welt.
Das Diagramm zeigt eine von Rincks berühmtesten Studien:
|   | a | b | c | d | e | f | g | h |   |
| 8 |   |   |   |   |   |   |   |   | 8 |
| 7 |   |   |   |   |   |   |   |   | 7 |
| 6 |   |   |   |   |   |   |   |   | 6 |
| 5 |   |   |   |   |   |   |   |   | 5 |
| 4 |   |   |   |   |   |   |   |   | 4 |
| 3 |   |   |   |   |   |   |   |   | 3 |
| 2 |   |   |   |   |   |   |   |   | 2 |
| 1 |   |   |   |   |   |   |   |   | 1 |
|   | a | b | c | d | e | f | g | h |   |

Lösung:

1. Te1–e7+ Kh7–h8

Oder 2. … Tg8–g7 3. Te7xg7+ Kh7xg7 4. Td1xd8 ... 

2. Kh5–h6! Tg8–e8

Oder 2. … Td8xd1 3. Te7–h7 matt.

3. Td1–d7! Kh8–g8

4. Te7–g7+ Kg8–h8

5. Tg7–h7+ Kh8–g8

6. Td7–g7+ Kg8–f8

7. Th7–h8 matt.

## Werke
- 150 Fins de partie. 1. Auflage, Veit, Leipzig, 1909, 2. Auflage, Veit, Leipzig, 1913.
- 300 Fins de partie 3ème édition de 150 fins de partie, Paluzíe, Barcelone, 1919.
- 700 Fins de partie. 4ème édition de 150 fins de partie, Tipografía La Académica, Barcelona, 1927.
- 1414 Fins de partie. 5ème édition de 150 fins de partie, Tipografía La Académica, Barcelona, 1952.